# Temporada de furacões no Atlântico de 1875
A temporada de furacões no Atlântico de 1875 contou com três ciclones tropicais que atingiram o continente. No entanto, na ausência de satélites modernos e outras tecnologias de sensoriamento remoto, apenas as tempestades que afetaram áreas terrestres povoadas ou encontraram navios no mar foram registradas, portanto, o total real pode ser maior. Um viés de subcontagem de zero a seis ciclones tropicais por ano entre 1851 e 1885 foi estimado. Houve cinco furacões registrados e um grande furacão – Categoria 3 ou superior na escala Saffir-Simpson moderna.
A reanálise da temporada para o HURDAT – o banco de dados oficial dos ciclones tropicais do Atlântico – foi concluída em 2011. Dos 1875 ciclones conhecidos, o primeiro e o quinto ciclones foram documentados pela primeira vez em 1995 por Jose Fernandez-Partagas e Henry Diaz. Eles também propuseram grandes mudanças na trajetória conhecida do sexto sistema e na duração da segunda tempestade, bem como mudanças menores na trajetória do terceiro ciclone. A duração do segundo sistema foi alterada em 2008.
Embora três ciclones tropicais tenham atingido a costa, apenas um causou danos significativos. O terceiro sistema conhecido e mais forte da temporada, conhecido como furacão Indianola, trouxe devastação a partes das Pequenas Antilhas, Grandes Antilhas e Texas. Estima-se que o furacão tenha causado cerca de 800 mortes, com aproximadamente 300 na cidade de Indianola, Texas, sozinha. A tempestade deixou mais de $ 5 milhões (1875 USD ) em danos.

## Sistemas

### Furacão Um
A primeira tempestade conhecida da temporada foi inicialmente observada pela escuna JW Coffin em 16 de agosto, com o furacão situado cerca de 410 km (255 mi) a nordeste de Little Abaco Island, nas Bahamas. Devido à escassez de dados, o HURDAT indica que o ciclone manteve a intensidade de 130 km/h (80 mph) Categoria 1 furacão na escala Saffir-Simpson dos dias modernos, enquanto seguia de norte-nordeste para nordeste. O furacão foi notado pela última vez na costa da Nova Escócia pela casca Electra no final de 19 de agosto.

### Furacão Dois
Uma tempestade tropical se desenvolveu por volta de 1,320 km (820 mi) a oeste-sudoeste das Ilhas de Cabo Verde no início de 1 de setembro. Em 3 de setembro, o brigue espanhol Engracia se tornou o primeiro navio a enfrentar a tempestade. Naquele dia, o ciclone se intensificou em um furacão categoria 1 enquanto se move para noroeste. O furacão atingiu o pico com ventos máximos sustentados de 130 km/h (80 mph). No início de 6 de setembro, o navio a vapor Caribbean observou uma pressão barométrica de 982 mbar (29.0 inHg), o menor em relação à tempestade. Em 7 de setembro, o ciclone começou a se mover para o norte e depois para o nordeste mais tarde naquele dia. A tempestade foi observada pela última vez pelo Knoch Train no final de 10 de setembro, cerca de 720 km (450 mi) a leste da Terra Nova.

### Furacão Três
A tempestade foi observada pela primeira vez em 1 de setembro a sudoeste de Cabo Verde pelo navio Tautallon Castle. No entanto, HURDAT não indica um ciclone tropical até que o sistema estivesse situado a leste de Barbados em 8 de setembro. O furacão moveu-se para o oeste e passou entre Martinica e Santa Lúcia no dia seguinte. O furacão se aprofundou lentamente no Mar do Caribe, enquanto se curvava gradualmente para noroeste. No final de 12 de setembro e início de 13 de setembro, o ciclone varreu a Península de Tiburon, no Haiti. Em setembro Em 13 de novembro, a tempestade atingiu alguns continentes na costa sul de Cuba antes de se mover para o interior da província de Sancti Spíritus. O sistema emergiu no Golfo do México perto de Havana e enfraqueceu brevemente para uma tempestade tropical. Depois disso, a tempestade se intensificou lentamente e gradualmente se voltou para o oeste. Às 12:00 UTC em 16 de setembro, o furacão se tornou um furacão categoria 3 com ventos máximos de 185 km/h (115 mph), com base em observações terrestres. A pressão barométrica mínima era de 955 mbar (28.2 inHg), com base na relação pressão-vento desenvolvida pelo meteorologista do National Hurricane Center Dan Brown em 2006. Sete horas depois, o furacão atingiu a costa perto de Indianola, Texas. A tempestade enfraqueceu rapidamente e virou para o nordeste, antes de se dissipar sobre o Mississippi em 18 de setembro.
O furacão trouxe fortes chuvas a várias ilhas das Pequenas Antilhas, especialmente São Vicente. Inundações e deslizamentos de terra causaram graves danos a plantações e estradas. A maioria das ruas de Kingstown foram inundadas com 0.91 m (3 ft) de água, enquanto duas pontes e várias casas foram arrastadas. Fora da capital, a água arrastou mais de 30 casas no total de Hopewell e da Mesopotâmia. Quatro pessoas morreram afogadas no último, com outras cinco mortes em Queensbury. Na Martinica, 20 as mortes ocorreram depois que o navio Codfish afundou no porto. A Ilha de Navassa experimentou ventos fortes, chuvas fortes e ondas que superaram os 23 m (75 ft) falésias. Muitas árvores foram derrubadas e várias casas foram destruídas. Ventos fortes e marés acima do normal em Cuba deixaram estragos em toda a ilha, principalmente em Júcaro e Santa Cruz del Sur. No Texas, Old Velasco foi completamente arrasado, enquanto a cidade de Indianola foi quase destruída. Três quartos dos edifícios em Indianola foram arrastados e as estruturas restantes estavam em estado de ruína, com apenas oito edifícios intactos. Aproximadamente 300 pessoas foram mortas em Indianola. A cidade foi novamente quase completamente destruída por outro furacão em 1886 e posteriormente abandonada. Quatro pessoas morreram afogadas depois que os dois faróis de Pass Cavallo foram varridos. Em Galveston, várias casas e uma ponte ferroviária foram destruídas, e um navio, o Beardstown, afundou na baía de Galveston. A cidade sofreu cerca de US $ 4 milhões em danos e 30 mortes. No geral, o furacão deixou cerca de 800 mortes.

### Tempestade tropical Quatro
Uma tempestade tropical se formou no centro-oeste do Golfo do México em 24 de setembro. Depois de se mover inicialmente para noroeste, a tempestade curvou-se para leste-nordeste no dia seguinte. O ciclone atingiu o pico com ventos máximos sustentados de 97 km/h (60 mph) e, devido à falta de dados, acredita-se que tenha mantido essa intensidade até atingir a costa perto da atual Cidade do Panamá, Flórida, às 13h. UTC em 27 de setembro. No início de setembro Em 28 de novembro, a tempestade enfraqueceu para uma depressão tropical e logo se dissipou perto da divisa do estado da Flórida com a Geórgia. Vários locais ao longo da costa do Golfo dos Estados Unidos relataram fortes chuvas, com 150 mm (6 in) e 76 mm (3 in) de precipitação observada em Mobile e New Orleans, respectivamente.

### Furacão Cinco
A escuna Pilot's Pride encontrou pela primeira vez este furacão a nordeste das Bahamas em 7 de outubro.O sistema moveu-se a oeste do norte e se intensificou em um furacão categoria 2 no dia seguinte. Com base em relatórios de navios, estima-se que o furacão tenha atingido o pico com ventos máximos sustentados de 169 km/h (105 mph). A casca Marie foi danificada pela tempestade em 8 de outubro e voltou ao porto para reparos. no início de 9 de outubro, o ciclone curvou-se para nordeste e enfraqueceu para um furacão categoria 1. A tempestade foi observada pela última vez a sudeste da Ilha Sable no final de 10 de outubro.

### Furacão Seis
O último ciclone tropical conhecido da temporada foi encontrado pela primeira vez pela escuna Lillie Taylor no início de 12 de outubro, cerca de 240 km (150 mi) a nordeste das Ilhas Ábaco. Movendo-se lentamente de norte a norte-nordeste, a tempestade se fortaleceu lentamente, atingindo intensidade de furacão em 14 de outubro. O sistema atingiu o pico com ventos máximos sustentados de 130 km/h (80 mph), baseado em observações do navio EE Ruckett. O ciclone enfraqueceu para uma tempestade tropical no início de 15 de outubro e começou a acelerar para nordeste. início de 16 de outubro, a tempestade atingiu a costa perto de Yarmouth, Nova Escócia, com ventos de 97 km/h (60 mph), pouco antes da transição para um ciclone extratropical. Vários locais ao longo da costa leste dos Estados Unidos relataram fortes chuvas.